# Parandra tavakiliani
Parandra tavakiliani är en skalbaggsart som beskrevs av Santos-silva 2002. Parandra tavakiliani ingår i släktet Parandra och familjen långhorningar. Inga underarter finns listade i Catalogue of Life.